# 角野秀行
角野 秀行（かくの ひでゆき、1965年7月6日 - ）は、日本のバンド、TUBEのベーシスト。神奈川県座間市出身。

## 人物
小学生の頃から兄の影響で洋楽を聴くようになり、中学生よりギターを始めディープ・パープルなどに強く魅了される。学生時代からバンドを組んでいたが、バンドの友人もギターを担当していたことと、角野自身が元々ベースにも興味があったためにベースへと転向する。高校時代より、神奈川県のライブハウスを中心に活動。
オートバイ愛好家であり、1946年型のハーレーダビッドソン(本人は「愛車」と公言)を所有している。

## 来歴

### TUBEのメンバーとの出会い
厚木北高校時代は軽音楽部に所属し、高校二年の時に同じ出身中学（座間市立相模中学校）から新入生として軽音楽部に入部してきた松本玲二と出会う。前田亘輝とは昔からの友人であり、春畑道哉とは1984年にビーイング主催で開催されたシルクロード音楽祭で出会っている。

### デビュー以後
1984年に学生時代からの知人である前田、松本と、シルクロード音楽祭を通して知り合った春畑の4人でアマチュアバンド「パイプライン」を結成。角野はベースの担当となる。
1985年6月1日に「The TUBE」としてデビュー。TUBEとしては2ndアルバム「OFF SHORE DREAMIN'」に収録されている「冬の海岸通り」の編曲を初めて担当。その後、渚のオールスターズの楽曲を含め数々の作詞、作曲を担当している。
また、2010年に発売されたTUBEのアルバム「Surprise!」に収録されている「風の街で」では、ヴォーカルを務めている。また、このアルバムを引っ提げて行われた野外スタジアムライブ「TUBE LIVE AROUND SPECIAL 2010 Surprise！」でも披露された。この模様は2011年4月13日に発売された映像作品『TUBE 25th Summer』で観ることができる。
2015年、TUBEの結成30周年を記念し、春夏秋冬と季節ごとに1枚ずつシングルがリリースされた。角野は冬のシングル「灯台」のジャケットを飾り、カップリングとなった「Back To Good Days」において、ヴォーカルの他に自身初となる作詞・作曲を担当した。
1988年5月23日、交通事故を起こしたため活動を自粛。その間のTUBEのライブは、角野の代役として栗林誠一郎がTUBEのサポートベーシストを務めた。
1994年にTUBEのサポートメンバー伊藤一義、沓野行秀とバンド「Riding」を結成。
2016年7月からレディオ湘南にて初のレギュラー番組「角野秀行のRIDE ON！」が放送開始。
同年12月23日に放送されたミュージックステーションスーパーライブでは大黒摩季のサポートベーシストとして出演し、『ら・ら・ら』を演奏した。

## 制作楽曲

### 作詞・作曲
- 『Back To Good Days』　 2015年、(「灯台」C/W)

### 作詞
- 『BLUES IN THE RAIN』   1988年、渚のオールスターズ (AL「Nagisa no Cassette VOL.2」#9)
- 『CALIFORNIA BABE』   1989年、渚のオールスターズ (AL「Nagisa no Cassette VOL.3」#10)
- 『Squall 』   2002年、(AL「good day sunshine」#10)
- 『夕焼けの前に』　2003年、(AL「OASIS」#7)
- 『月の雫』　2004年、(AL「夏景色」#5)
- 『破れたBlue Jeans』   2005年、(AL「TUBE」#5)
- 『クリスマスローズ』 　2007年、(AL「WINTER LETTER」#3)
- 『風の街で』　2010年、(AL「Surprise!」#8)

### 作曲
- 『あの夏のEvery Night』   1987年、(AL「SUMMER DREAM」#8)
- 『MELODY（君のために…）』　1989年、(AL「SUMMER CITY」#10)

### 編曲
- 『冬の海岸通り』   1985年、(AL「OFF SHORE DREAMIN'」#10)
- 『ステキなサタデーナイト』　1987年、渚のオールスターズ (AL「Nagisa no Cassette VOL.1」#3) [3]
- 『Go Ready Go』　1988年、(AL「Beach Time」#8) [3]

## レコーディング参加
- 織田哲郎 『One Night』

## レギュラー番組
- 「角野秀行のRIDE ON！」（レディオ湘南 2016年7月17日 - （日）9:00 - 9:54）